# John Marshall (gitarzysta)
John Marshall – amerykański gitarzysta, członek grupy Metal Church (1989–1993, 1998–2001). Przed dołączeniem do zespołu w 1989 był technikiem gitarowym (lutnikiem) zespołu Metallica, a konkretnie ich gitarzysty Kirka Hammetta. Zastępował też Jamesa Hetfielda w 1986, gdy Hetfield miał złamaną rękę po wypadku na deskorolce, jak również w 1992, gdy Hetfield wracał do zdrowia po poparzeniach z koncertu Guns N’ Roses z Montrealu. Grał także w zepole Blind Illusion (z Lesem Claypoolem oraz Larrym LaLondem).

## Dyskografia
- Blessing In Disguise (1989)
- The Human Factor (1991)
- Hanging in the Balance (1993)
- Masterpeace (1999)